# روجر ميني-14
يعد ميني-14(mini-14) بندقية نصف آلية خفيف الوزن تصنعها شركة Sturm و Ruger & Co. ويستعملها، الأفراد العسكريون، وأفراد إنفاذ القانون، والمدنيون. هو سلاح ناري عيار 223 ملم (5.56 ملم)، مصنوع بعدد من الأشكال المختلفه، بما في ذلك بندقية رانش (شكل أساسي مدني)، ميني 14 جيجابايت، وميني ثيرتي، والتي تتسع لعيار 7.62 × 39 مم.

## التاريخ والتصميم

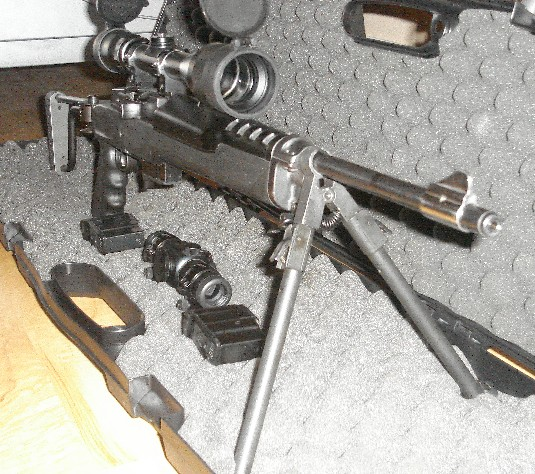
بندقية صغيرة من الفولاذ المقاوم للصدأ Mini-14 مع ملحقات مختلفة

تم تقديم ميني-14، لأول مرة في عام 1973 من قبل Sturm و Ruger & Co. 
تم اختراع، اسم ميني-14، لأنه قريب جداَ من وكأنه نسخه مصغره من بندقية M14 العسكرية. صممه L. James Sullivan  وWilliam B. Ruger ، وقد تمت إضافة الكثير من الاختراعات، والتغييرات الهندسية، التبي توفر تكاليف صناعه البندقية. تستعمل بندقية ميني-14، العديد من القطع في البندقية من ضمنها، جهاز استقبال استثماري، ومعالج بالحرارة وهو مشابه ميكانيكيًا لبندقية M1 ، نظام غاز ذاتي التنظيف ومكبس ثابت.  يتم إنتاج البنادق الأولية بجهاز مفتوح ومعقد ومثبت بمسامير مكشوفة، بدون زر للمشاركة اليدوية. كانت الأسهم زاوية إلى حد ما وكانت الدروع الحرارية مصنوعة من الخشب. تم استخدام هذه البنادق، مع بادئات الرقم التسلسلي قبل 181، وإعادة تصميمها بمخزون جديد، وآلية جديدة لفتح الترباس، وتغييرات طفيفة، أخرى.
كان في البداية، بندقية ميني-14، لها فتحة خلفيه، البصر، بالإضافة إلى أجنحة وقائية كبيرة ووجود قواعد نطاق لا يتجزأ. في عام 1982 ، قدم روجر بندقية رانش بقاعدة نطاق متكاملة على جهاز الاستقبال، مشهد خلفي جديد قابل للطي وفتحات نطاق المصنع.
وفي عام 1987، قام روجر بتقديم البندقية ميني ثيرتي لذخيره خرطوشة 7.62 × 39 ملم الروسية. في ذلك الوقت، وقد تم إستيراد كميات ضخمه من الذخيرة العسكرية الفائضة إلى الولايات المتحدة بأسعار منخفضة للغاية. أيضا، 7.62 × 39mm تشبه من الناحية البالستية خرطوشة وينشستر .30-30 . ونتيجة لذلك، أثبتت ميني-ثيرتي أنها بندقية غزلان فعالة.
وفي عام 2003 ، تم تعديل التصميم لتتحسن دقه التصويب، وتطوير التصميم مع تقليل تكاليف الإنتاج في نفس الوقت. وقد تم إيقاف اسم ميني-14 القياسيه، وأصبح الاسم هو اسم العائلة لجميع بنادق ميني-14. انطلاقاََ من عام 2005 ، وفي الوقت الحالي تعتمد جميع البنادق من نوع ميني-14على تصميم البندقية رانش، مع قواعد نطاق متكاملة، وفتحة خلفية غير قابلة للطي لفتحة شبح، ومشهد أمامي مجنح مشابه لتلك المستخدمة في Ruger Police Carbine .  هذه البنادق التي تم تحديثها لها أرقام تسلسلية تبدأ بـ 580 وقد يشار إليها في بعض الأحيان باسم 580 series Ranch Rifles. لديها أيضًا نظام غاز جديد تم تطويره، لتقليل اهتزاز المنظار وقادرون على تصوير مجموعات 2 بوصة عند 100 ياردة (دقيقتان من دقة الزاوية (موا)).
وفي وقت ما، بين عامي 2007 وعام 2008 ، أضاف روجر منظار مدبب ثقيل إلى سلسلة بنادق ميني. كان للمنظار الثقيل قطرًا أكبر بشكل عام حيث أصبح المنظار سميكاَ بشكل ملحوظ في البوصات النهائية حيث يقترب المنظار من كتلة الغاز من الكمامة. هذه التغييرات مرتبطة بتفاوتات أكثر إحكامًا تؤدي إلى دقة كبيرة.  يتم صناعة جميع بنادق ميني-14 من الفولاذ المقاوم للصدأ أو تشطيب أزرق مع مخزون من الخشب الصلب أو الاصطناعي أو المصفح 16.12 بوصة (409 مـم) أو 18.5 بوصة (470 مـم)برميل. 

## المتغيرات

### بندقية رانش
إن روجر ميني-14، هو نموذج أساسي يتم تقديمه في مخزون بندقية خشبية أو صناعية، مقروناَ بجهاز استقبال أزرق، أو فولاذ مقاوم للصدأ ومنظار مدبب قياسي 18.5 «(معدل التواء RH 1: 9»). تتميز هذه البنادق بمشهد خلفي بحلقة شبح قابلة للتعديل ومشهد أمامي مجنح، يتم بيعها مع حامل السكة الحديد القابل للفصل واختيار إثنين من مجلات مخزون طلقات 20 أو 5 جولات قابلة للانفصال لتتماشى مع بعض قوانين الولايات الأمريكية أو الدول الأخرى التي لديها قوانين قد تحد من سعة المخزون المسموحه. جميع الطرازات متواجدة في ذخيرة كل من.223 Remington و 5.56 × 45mm الناتو باستثناء متغير بندقية الهدف (وهو.223 فقط). 

## المستخدمون
- أستراليا: Currently used by the New South Wales Department of Corrective Services.[10]
- برمودا: The Royal Bermuda Regiment has used the Mini-14GB/20 as its standard service rifle since 1983. Original wooden stocks were replaced with Choate black plastic stocks about 1990.[11][12] The regiment received L85A2 rifles in August, 2015, and the Ruger was phased out in January, 2016.[13]
- السلفادور: Mini-14GB and AC-556 used by the National Civil Police[14]
- فرنسا: Mousqueton A.M.D. variant used by French police forces (Police Aux Frontières، GIGN، CRS). Frequently seen since the period of increased Jihadist activity in Europe.[15][16]
- هندوراس[17]
- هونغ كونغ: Used by the Hong Kong Police Force Hit Team and Hong Kong Correctional Services.[18]
- Rhodesia: Mini-14s were used in Rhodesia.[19]
- تايلاند: Use by Thai Army and Royal Thai Police [20]

- المملكة المتحدة: The Surrey Constabulary Firearms Support Team (now known as the Tactical Firearms Unit) was armed with Mini-14s in the 1980s modified with folding stocks.[21] The Royal Ulster Constabulary had used the AC-556 model prior to its inventory being destroyed by 1995.[11][22]
- الولايات المتحدة: Mini-14s were used by the New York City Police Department Emergency Service Unit[23] with the rifles eventually being replaced by the M4 carbine.[24] The NYPD's Organized Crime Control Bureau is armed with the Mini-14s. The Mini-14 is the main rifle used by the California Department of Corrections and Rehabilitation,[25][26][27] the Georgia Department of Corrections,[28] and the North Carolina Department of Correction.[29] US Marines that serve as guards at certain US embassies are sometimes issued Mini-14s.[30] Delta Force has some Mini-14s in inventory.[31] The Rajneeshpuram Peace Force employed some Mini-14s in addition to Galils and Uzis.[32]

## الاستخدام الإجرامي
تم استخدام ميني-14 روجر في العديد من الجرائم البارزة:
- روبرت هانسن، قاتل متسلسل أمريكي غزير نشط بين عامي 1971 و1983 ، قتل ضحاياه بواسطة روجر ميني 14 وسكين.
- في عام 1983 ، استخدم لويس د. هاستينغز روجر ميني-14 لقتل 6 في قرية مكارثي الصغيرة المعزولة، ألاسكا.
- في عام 1989 ، استخدم جوردون كال وابنه يوري وصديقه سكوت فول بنادق روجر ميني-14 في رميتين داميتين في أوقات منفصلة مع الشرطة.
- عمليات القتل في داركلي، فتح ثلاثة رجال مع واحد على الأقل مسلح بآلة روجر ميني-14 النار على المصلين الذين كانوا يحضرون خدمة الكنيسة في كنيسة ماونتن لودج العنصرة، مما أسفر عن مقتل ثلاثة مدنيين بروتستانت وإصابة سبعة. وزعمت «قوة الرد الكاثوليكية» الهجوم اسم غلاف لأفراد من جيش التحرير الوطني الأيرلندي انتقاما لمقتل مدنيين كاثوليكيين قامت به قوة العمل البروتستانتية.
- استخدم مايكل لي بلات روجر ميني-14 في تبادل لإطلاق النار في مكتب التحقيقات الفيدرالي في ميامي عام 1986 ، مما أدى إلى تحول عملاء مكتب التحقيقات الفيدرالي ووكالات إنفاذ القانون الأمريكية الأخرى إلى مسدسات أكثر قوة وأعلى سعة ودروع جسم أقوى.[33] [34] [35]
- في أبريل 1987، استخدم William Bryan Cruse سلاح روجر ميني-14، جنبًا إلى جنب مع مسدس Winchester عيار 20 ومسدس.357 Ruger Blackhawk ، في إطلاق نار في اثنين من محلات السوبر ماركت المنفصلة.
- كان جوزيف شواب سائحًا ألمانيًا وقاتلًا فوريًا استخدم روجر ميني-14 لقتل خمسة أشخاص في منطقة Top End للإقليم الشمالي وغرب أستراليا في يونيو 1987.
- استخدم مارك ليبين Ruger Mini-14 في مذبحة مدرسة الفنون التطبيقية، مما أدى إلى قانون كندا للأسلحة النارية، 1995 [36] [37] وإجراءات استجابة الشرطة الجديدة.[38]
- استخدم Carel Johannes Delport سلاحروجر ميني-14، جنبًا إلى جنب مع مسدس 357 Magnum ، في موجة إطلاق نار في Ladysmith ، جنوب أفريقيا في عام 1992.
- استخدم مارتن بيرل روجر ميني 14، إلى جانب كولت بيثون ونشستر إصدار 1866 ، في موجة قتل في باد ريشنهول، ألمانيا في عام 1999.
- في إطلاق 2003 لوكهيد مارتن، كان دوغلاس ويليامز مسلحًا بسلاح روجر ميني-14 (إلى جانب بندقية وينشستر 1200 ذات 12 بندقية)، على الرغم من أنها لم تطلق.
- استخدم Jan Molenaar سلاح روجر ميني-14 في إطلاق نار نابير 2009 في نيوزيلندا.
- استخدم Anders Behring Breivik سلاح روجرميني-14 (جنبًا إلى جنب مع Glock 34) في هجمات النرويج عام 2011 ، [39] حيث أطلق الرصاص القاتل على 69 شخصًا في معسكر صيفي للجزيرة وكان مسؤولًا أيضًا عن 8 حالات وفاة إضافية في انفجار في أوسلو في ما أصبح أعنف هجوم للنرويج منذ الحرب العالمية الثانية.[40]
- استخدم بايرون ديفيد سميث سلاح روجر مين-14 لإطلاق النار على شخصين بشكل قاتل أثناء غزو المنزل في عام 2012. في حين أثارت القضية جدلاً حول استخدام «عقيدة القلعة»، والذي يسمح لمالك المنزل بالدفاع عن منزله بالقوة المميتة، فقد أدين بجرائم القتل وحكم عليه بالسجن مدى الحياة.
- استخدم Rockne Warren Newell سلاح روجر ميني-14، جنبًا إلى جنب مع مسدس.44 Magnum ، في تصوير مبنى Town Township Municipal 2013.
- استخدم Nathanial Lee Kangas سلاح روجر ميني-14 لقتل اثنين من جنود ولاية ألاسكا في تانانا ، ألاسكا في 2014.

## روابط خارجية
- الموقع الرسمي